# 有機農業史
有機農業史（英語：History of organic farming）是指有機農業的發展與經過。1924年，由德國人魯道夫·史坦納首先提倡農作物有機栽培法，但當時世界農業發展趨勢為追求農業的工業化與商品化，提高糧食生產，所以有機栽培法並未受到重視。

## 起源
有机农业历史可追溯至1924年，由魯道夫·史坦納（Rudolf Steiner）的开设课程「农业发展的社会科学基础」，其理论核心为：人类作为宇宙平衡的一部分，为了生存必须与环境协调一致；企业作为个体和有机体；使用生物动力制剂……等。
亞伯特‧霍華德爵士（Sir Albert Howard）通常被稱作現代有機農業之父，他在1940年的書籍《農業聖典》（An Agricultural Testament）是經典的有機農業著作。